# Clytiomya pratensis
Clytiomya pratensis är en tvåvingeart som först beskrevs av Robineau-desvoidy 1830.  Clytiomya pratensis ingår i släktet Clytiomya och familjen parasitflugor.
Artens utbredningsområde är Frankrike. Inga underarter finns listade i Catalogue of Life.